# Michael Wills
Michael David Wills (né le 20 mai 1952 à Londres) est un homme politique britannique. Il est député pour le Parti travailliste de 1997 à 2010 puis Ministre d'État à la Justice entre 2007 et 2010.

## Biographie
Michael Wills naît le 20 mai 1952 à Londres dans le quartier de St Pancras. Il est le fils de Stephen Wills, membre de l'Ordre de l'Empire britannique, et d'Elizabeth McKeowen. Il étudie d'abord à l’Haberdashers' Aske's Boys' School, à Elstree, puis rentre au Clare College, à l'Université de Cambridge, d'où il est diplômé en Histoire.
Il travaille ensuite pour le Bureau des Affaires étrangères et du Commonwealth entre 1976 et 1980. Successivement, il entre au service de la London Weekend Television, où il côtoie le travailliste Peter Mandelson, avant de devenir directeur des Juniper Productions.
En 1997, il est élu député au Parlement britannique du Parti travailliste pour la circonscription de North Swindon. Il est ensuite réélu en 2001 et en 2005 puis décide de ne pas se représenter en 2010. De 2007 à 2010, il fait aussi partie du gouvernement en tant que Ministre d'État à la Justice. Il fait également partie du Conseil privé du Royaume-Uni.
En 2010, il est anobli à vie par la reine et obtient le titre de baron Wills.